# Surdisorex norae
Surdisorex norae är en däggdjursart som beskrevs av Thomas 1906. Surdisorex norae ingår i släktet Surdisorex och familjen näbbmöss. IUCN kategoriserar arten globalt som sårbar. Inga underarter finns listade i Catalogue of Life.
Denna näbbmus lever i bergstrakter väster om Mount Kenya men inte på själva vulkanen. Arten vistas i regioner som ligger 2800 till 3300 meter över havet. Habitatet utgörs av bergsängar.
Arten blir 82 till 110 mm lång (huvud och bål), har en 20 till 35 mm lång svans och väger 22,5 till 27,5 g. Bakfötterna är 14 till 16 mm långa och öronen är 6,7 till 7,3 mm stora.
Surdisorex norae kan vara aktiv på dagen och på natten. Den har breda framtassar med långa klor för att gräva i marken. Arten går vanligen längs stigar som skapas när gräs eller lövskiktet trampas ner. Troligen grävs bara i jorden för att nå födan och inte för att skapa underjordiska bon. Födan utgörs främst av daggmaskar och kanske av andra smådjur. En upphittad hona var dräktig med två ungar.